# Schlater (Mississippi)
Schlater é uma cidade  localizada no estado americano de Mississippi, no Condado de Leflore.

## Demografia
Segundo o censo americano de 2000, a sua população era de 388 habitantes.
Em 2006, foi estimada uma população de 362, um decréscimo de 26 (-6.7%).

## Geografia
De acordo com o United States Census Bureau tem uma área de
3,0 km², dos quais 3,0 km² cobertos por terra e 0,0 km² cobertos por água. Schlater localiza-se a aproximadamente 39 m acima do nível do mar.

## Localidades na vizinhança
O diagrama seguinte representa as localidades num raio de 24 km ao redor de Schlater.